# Jelica Pavličić
Jelica Pavličić (Slunj, 4 febbraio 1954) è un'ex velocista jugoslava.

## Biografia
Nel 1970 prese parte ai campionati europei juniores di Parigi, fermandosi alle semifinali sia nei 100 che nei 200 metri piani. Quattro anni dopo, ai campionati europei indoor di Göteborg 1974 conquistò la medaglia d'oro nei 400 metri piani; lo stesso anno, ai campionati europei di Roma si classificò ottava sulla medesima distanza.
Nel 1975 partecipò ai Giochi del Mediterraneo di Algeri, dove fu medaglia d'argento nei 100 metri piani e d'oro nei 400 metri piani. Appena un mese dopo, alle Universiadi di Roma conquistò due medaglie di bronzo nei 200 e nei 400 metri piani.
Nel 1976 alla sua medaglia d'argento nei 400 metri piani ai campionati europei indoor di Monaco di Baviera seguì la partecipazione ai Giochi olimpici di Montréal, dove la sua gara finì alle batterie di qualificazione. La sua ultima medaglia a livello internazionale arrivò nel 1977, quando conquistò il terzo posto nei 400 metri piani ai campionati europei indoor di San Sebastián.

## Palmarès
| Anno | Manifestazione          | Sede              | Evento          | Risultato  | Prestazione | Note                          |
| ---- | ----------------------- | ----------------- | --------------- | ---------- | ----------- | ----------------------------- |
| 1970 | Europei juniores        | Parigi            | 100 metri piani | Semifinale | 12"4        |                               |
| 1970 | Europei juniores        | Parigi            | 200 metri piani | Semifinale | 25"2        |                               |
| 1974 | Europei indoor          | Göteborg          | 400 metri piani | Oro        | 52"64       |                               |
| 1974 | Europei                 | Roma              | 400 metri piani | 8ª         | 53"01       |                               |
| 1975 | Giochi del Mediterraneo | Algeri            | 100 metri pani  | Argento    | 11"80       |                               |
| 1975 | Giochi del Mediterraneo | Algeri            | 400 metri piani | Oro        | 52"54       |                               |
| 1975 | Universiadi             | Roma              | 200 metri piani | Bronzo     | 23"78       |                               |
| 1975 | Universiadi             | Roma              | 400 metri piani | Bronzo     | 52"50       |                               |
| 1976 | Europei indoor          | Monaco di Baviera | 400 metri piani | Argento    | 52"47       | Miglior prestazione personale |
| 1976 | Giochi olimpici         | Montréal          | 400 metri piani | Batteria   | 54"11       |                               |
| 1977 | Europei indoor          | San Sebastián     | 400 metri piani | Bronzo     | 53"49       |                               |